# Verel-de-Montbel
Verel-de-Montbel település Franciaországban, Savoie megyében. Lakosainak száma 339 fő (2022. január 1.). Verel-de-Montbel Avressieux, Ayn, Belmont-Tramonet, La Bridoire, Domessin, Dullin és Rochefort községekkel határos.

## Népesség
A település népessége az elmúlt években az alábbi módon változott:
| Lakosok száma | 298  | 299  | 306  | 303  | 299  | 300  | 313  | 326  | 339  |
|               | 2013 | 2015 | 2016 | 2017 | 2018 | 2019 | 2020 | 2021 | 2022 |